# Шуляр Андрій Михайлович

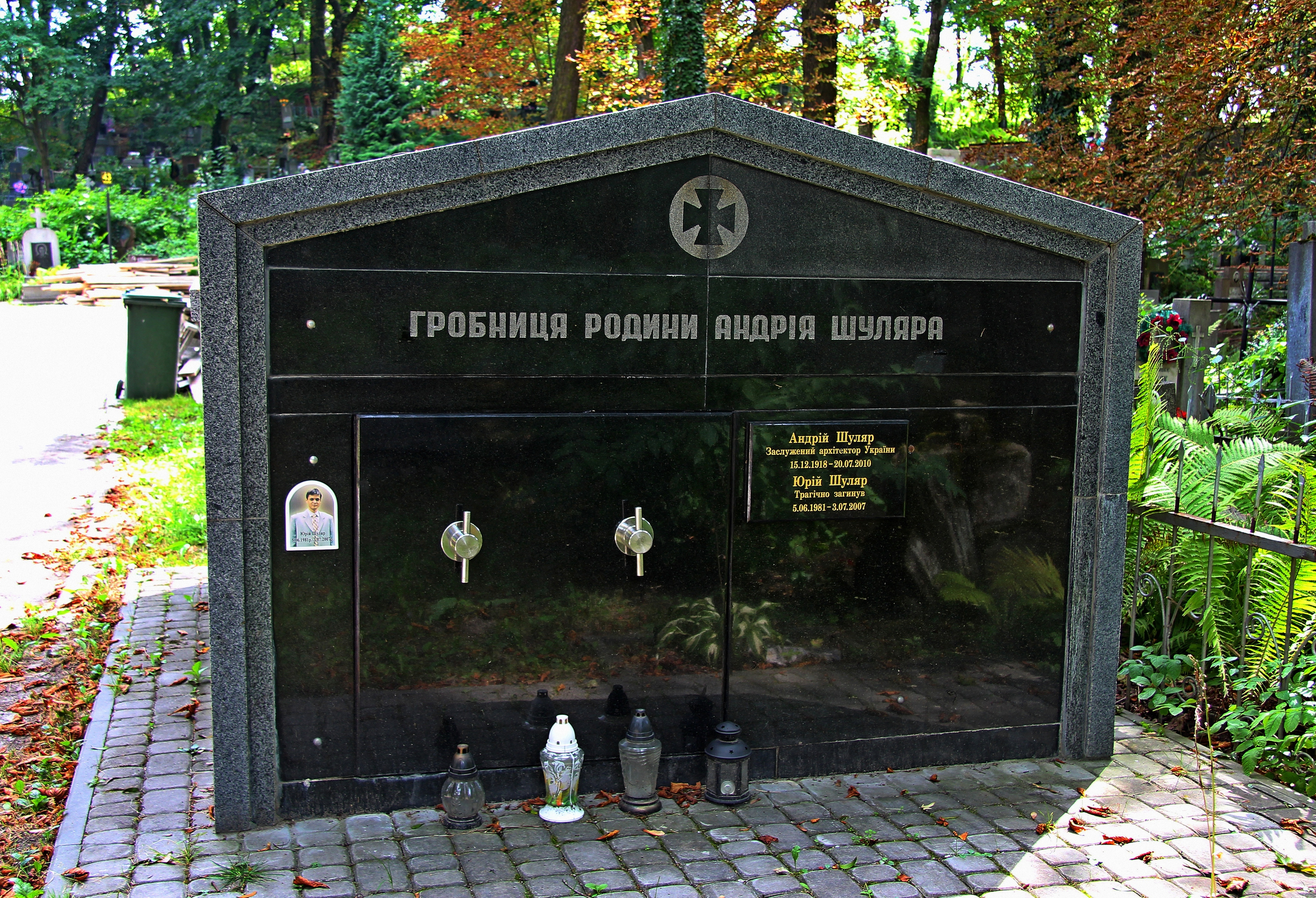
Гробівець родини Шулярів на 42 полі Личаківського цвинтаря у Львові

Андрі́й Миха́йлович Шуля́р  (15 грудня 1918 , Майдан, Станиславівський повіт, ЗУНР  — 20 липня 2010 , Львів, Львівська область, Україна ) — український архітектор. Заслужений архітектор УРСР (1970).

## Біографія
Народився 15 грудня 1918 року в родині Михайла та Катерини Шулярів у селі Майдан, тепер Тисменицький район, Івано-Франківська область, Україна. Батько працював керівником будівельно-експлуатаційної бригади на залізниці. 
Наймолодший син Андрій Шуляр закінчив середню школу у Станіславові. 1936 року вступив на загальний відділ Державного інституту пластичних мистецтв у Кракові. Там же брав участь у діяльності українського студентського гуртка «Зарево». Із початком Другої світової війни перервав навчання і виїхав до Підляшшя, де працював сільським учителем, а пізніше — директором школи. До школи відносились села Полоски, Малашевичі, Стиренець, Заболоття. 1942 року вступив до Львівського політехнічного інституту. 1947 року закінчив інженерно-будівельний факультет, архітектурний факультет (в Івана Багенського). У 1947—1950 роках працював архітектором Львівського філіалу «Діпроцивільпромбуд». У 1950—1953 роках — архітектор, головний інженер Облпроекту. У 1953—1980 роках був начальником управління із справ будівництва та архітектури Львівського облвиконкому, головним архітектором Львівської області. Від 1953 року — член Спілки архітекторів УРСР, від 1980 — відповідальний секретар Львівського відділення. Член правління Спілки архітекторів України та спілки архітекторів УРСР. Заслужений архітектор УРСР, почесний член Української академії архітектури. Очолював дирекцію Будинку творчості «Свірж». Автор понад 50 робіт з благоустрою військових цвинтарів, спорудження обелісків, архітектури малих форм, архітектурно-скульптурних композицій на могилах визначних людей у Львівській області та за її межами.
Помер 20 липня 2010 року у Львові. Похований у родинному гробівці на 42 полі Личаківського цвинтаря.

## Діяльність
- Автор проектів будівель у Львові, зокрема гуртожитку на вулиці Мечникова (1952, нині пологовий будинок), гуртожиток Гірничого технікуму на вулиці Тарнавського (1954), адмінкорпуси Електролампового заводу на вулиці Тургенєва (нині Героїв УПА).
- Корпуси Вагоноремонтного заводу в Стрию.
- За проекти в селі Вузлове Львівської області нагороджений 1986 року Державною премією УРСР імені Тараса Шевченка.[1]
- Архітектурна композиція пам'ятника Іванові Франку у Львові 1964 року.
- Провадив активну пам'яткоохоронну діяльність. Під його керівництвом у Львові відновлено Порохову вежу, Королівський арсенал, купол Домініканського костелу, дерев'яні конструкції та дах Єзуїтського костелу. Взяв участь у реставрації Олеського та Свірзького замків.
- Співавтор генеральних планів міст Львова, Сокаля, Шептицького, Трускавця.
- Пам'ятник на могилі Корнила Устияновича в селі Довге Дрогобицького району (1970, скульптор Степан Дзиндра).[2]
- Пам'ятник на місці бою німецьких і радянських військ 1941 року в смт Великий Любінь Львівської області. Споруджений 1973 року, скульптори Степан Дзиндра і Євген Дзиндра.[3]
- Пам'ятник «Слава праці» в селі Балучин (1967, скульптор Яків Чайка)[4], пам'ятник на честь 50-ліття Жовтня в місті Сколе (1967, скульптор Яків Чайка)[5], Володимирові Леніну в Куликові (1974, скульптор Іван Якунін)[6], Великих Мостах (1975, скульптор Олександр Пилєв[7], є також версія про 1974 рік[8]), Старому Самборі (1983, скульптор Петро Мазур).[9]
- Пам'ятник на могилі радянських солдатів і Т. Сорокиної у Східниці (1969, скульптор Лука Біганич).[10]
- Пам'ятник на честь 50-річчя Жовтня в Буську (1973, скульптор І. Тітко).[4]
- Пам'ятник загиблим у селі Соколівка Буського району (1974).[3]
- Праці з питань містобудування та історії архітектури.